# Roberto Alagna
Roberto Alagna (Clichy-sous-Bois, Franciaország, 1963. június 7. –) francia és olasz (szicíliai) származású operaénekes (tenor).

## Származása
Roberto Alagna a Párizs melletti Clichy-sous-Boisban született 1963. június 7-én, szicíliai kivándorlók gyermekeként. Fiatalkorában párizsi kabarékban énekelt borravalóért. Mario Lanza filmjei és régi tenorok felvételei hatására döntött úgy, hogy operaénekes lesz.

## Pályafutása
Alagna 1988-ban debütált mint operaénekes, miután megnyerte a Luciano Pavarotti énekversenyt. Első szerepe Alfredo volt Verdi Traviata című operájában a glyndenbournei operafesztiválon. Ezt követően számos fellépésre került sor kisebb franciaországi és olaszországi társulatoknál, szintén Alfredo szerepében, melyet több mint 150-szer énekelt. Hírneve növekedésével a nagyobb operaházak, így a milánói La Scala (1990), a londoni Covent Garden (1992), a New York-i Metropolitan (1996) is felfigyeltek rá. Nemzetközi hírnévre 1994-ben tett szert, amikor a címszerepet énekelte Gounod 'Rómeó és Júlia' című operájában a londoni Covent Gardenben.
Alagna nyitotta meg a La Scala 2006–2007-es évadját 2006. december 6-án a Franco Zeffirelli által rendezett Aida című Verdi-operában. A második, december 10-i előadást a közönség zavarosnak tartotta és füttykoncerttel fogadta Radames áriáját. Az énekes levonult a színpadról, az operát helyettese, Antonello Palombi énekelte tovább. Alagna sértődöttségének adott hangot, és a kialakult helyzetért úgy Zeffirellit mind az operaház vezetőségét okolta. Válaszában Zeffirelli kiemelte, hogy egy valódi szakmabeli énekes nem viselkedett volna így, ugyanakkor kiemelte, hogy Alagna túl érzékeny, nem tud igazi sztárként viselkedni.
2007-ben a Metropolitan operaházban énekelt New Yorkban Puccini Pillangókisasszony című operájában, Pinkerton szerepében. Két alkalommal helyettesítette kollégáját, Rolando Villazont, aki Anna Netrebko oldalán, a férfi címszerepet énekelte Gounod 'Rómeó és Júlia' című operájában. Felesége, Angela Gheorghiu is részt vett ezeken az előadásokon, emiatt nem tett eleget a chicagói operaházzal kötött szerződésének és nem vett részt a készülő Bohémélet próbáin, ami a szerződésének felbontásához vezetett. Alagna a továbbiakban Marco Berti betegsége miatt átvette az Aida férfi címszerepének az éneklését, amit a Met közönsége tapsviharral jutalmazott. A december 15-i Roméo et Juliette előadást, Alagnával és Netrebkóval a főszerepben világszerte 447 moziban is levetítették, közel 97 000 néző számára.

## Magánélete
Alagna első felesége, Florence Lancien, 1994-ben halt meg agydaganat miatt. Egyetlen lányuk, Ornella, 1992-ben született. 1996-ban feleségül vette Angela Gheorghiut, a neves román szopránt. Számos közös lemezfelvételt készítettek, sőt Benoît Jacquot rendezésében egy operafilmet is Puccini Toscájából. 2015-től felesége Aleksandra Kurzak lengyel származású szoprán énekesnő, akivel szintén gyakran fellép.

## Főbb szerepei
- Giuseppe Verdi
  - Aida (Radames)
  - A trubadúr (Manrico)
  - Otello (Otello)
  - Macbeth (Macduff)
  - Don Carlos (Carlo)
  - Rigoletto (Mantovai herceg)
  - La traviata (Alfredo)
- Giacomo Puccini
  - Bohémélet (Rodolfo)
  - Tosca (Mario)
  - A fecske (Rodolfo)
  - Gianni Schicchi (Rinuccio)
  - Turandot (Calaf)
- Jacques Offenbach
  - Hoffmann meséi (Hoffmann)
- Georges Bizet
  - Carmen (Don José)
- Charles Gounod
  - Faust (Faust)
  - Rómeó és Júlia (Rómeó)
- Gaetano Donizetti
  - Szerelmi bájital (Nemorino)
  - Lammermoori Lucia (Edgardo)
  - Roberto Devereux (Roberto)
- Pietro Mascagni
  - L'amico Fritz (Fritz)
  - Parasztbecsület(Turiddu)
- Ruggero Leoncavallo
  - Bajazzók (Canio)
- Jules Massenet
  - Manon (Des Grieux)
  - Werther (Werther)
- Christoph Willibald Gluck
  - Orfeusz és Euridiké (Orfeo)

## Külső hivatkozások
- (franciául) Hivatalos honlap